# Жаровцев, Василий Михайлович
Василий Михайлович Жаровцев (1921, Яранский уезд, Вятская губерния — июль 1991, Киров) — советский хозяйственный и политический деятель.

## Биография
Родился в 1921 году в деревне Володинская в русской крестьянской семье.
С 1937 года работал в колхозе «Обуховский» Пижанского района; с 1939 года, окончив педагогические курсы — учителем Ижевской начальной школы.
С декабря 1940 года служил в РККА. Воевал на Северо-Западном (июнь — июль 1941) и Закавказском (июнь — сентябрь 1942) фронтах. В бою под Моздоком, будучи командиром батареи 62-й отдельной артиллерийской бригады, был тяжело ранен. Член ВКП(б) с 1943 года. В 1943—1945 годы служил военруком Пижанской средней школы (1943—1945); демобилизован в августе 1946 года.
С 1946 года — на партийной работе:
- инструктор, зав. сельхозотделом, второй, первый секретарь Пижанского райкома партии (1946—1955),
- первый секретарь Медянского, Шурминского, Малмыжского райкомов партии (1955—1966)[2].

Окончил Кировскую областную партийную школу и Высшую партийную школу при ЦК КПСС.
С 1966 года — на хозяйственной работе:
- управляющий межобластным льнотрестом (1966—1970),
- старший инженер по кадрам треста «Мелиоводстрой» (1970—1972),
- начальник ремонтно-строительного управления облбытуправления (1972—1977),
- начальник участка горремстройуправления «Кировоблремстройбыт» (1977—1978),
- начальник отдела кадров объединения «Восход» (Киров, 1978—1980),
- начальник отдела кадров объединения «Локон» (Киров, 1980—1985)[2].

Избирался депутатом (от Кировской области) Совета Союза Верховного Совета СССР 6-го созыва (1962—1966); делегат XXII съезда КПСС (1961).
Умер в июле 1991 года в Кирове.

## Награды
- орден Отечественной войны I (6.11.1985)[6] и II степеней (30.5.1951)[4],
- орден Трудового Красного Знамени (1958),
- медали, в том числе:
  - «За победу над Германией»,
  - «Ветеран труда»[2].

## Комментарии
1. ↑  Деревня Володинская, относившаяся к Водозерской волости Яранского уезда, в последующем входила в состав Обуховского сельсовета Пижанского района Кировской области; ныне является частью деревни Бурдино[1].